# عبد الله كويليام
عبد الله كويليام (بالإنجليزية: Abdullah Quilliam) أو هنري ويليام أول من انشأ مسجد في بريطانيا.

## نشأته ومولده
ولد ويليام هنري كويليام عام 1856 لوالد ثري يعمل بصناعة الساعات.
درس ويليام في معهد الملك ويليام العالي في جزيرة مان وبدأ العمل كمحام في 1878، نتيجة لعمل كويليام بالمحاماة أصيب بالإرهاق والتعب فنُصِح بزيارة فرنسا أو إسبانيا، فسافر بالفعل إلى جنوب فرنسا،
ثم قرر عبور البحر الأبيض المتوسط نحو جنوبه فوصل المغرب، وهناك بدأ عشقه للإسلام وتراثه.
وفي سن الحادية والثلاثين، اعتنق ويليام الإسلام، وأطلق على نفسه اسم عبد الله، ليبدأ بعد ذلك مشواراً طويلا من الفخر والاعتزاز بدينه الجديد، ونشر الدعوة في بريطانيا، بلاده.
ذاع صيت كويليام في بريطانيا وتحول مسجده إلى قبلة للمسلمين والدارسين فيها، ليمتد تأثيره فيما بعد نحو جنبات الإمبراطورية البريطانية. ألف كتابًا بعنوان «دين الإسلام» طلبته الملكة وترجم إلى 13 لغة 

## أول مسجد في بريطانيا
أنشأ كويليام أول مسجد في بريطانيا والذي أقيمت فيه الصلاة أول مرة عام 1886م ويقع مسجد عبد الله كويليام في: 8 شارع بروم تيراس في مدينة ليفربول.

## إعادة ترميم المسجد
مع احتفاء مدينة ليفربول بكونها العاصمة الثقافية لبريطانيا عام 2008 سلطت بلديتها الضوء على مبنى المسجد والذي أقيمت فيه الصلاة أول مرة عام 1886.

## وصلات خارجية
- عبد الله كويليام على موقع أرشيف الشارخ.
- جمعية عبد الله كويليام
- عبد الله كويليام: تاريخ مسلمو بريطانيا
- مؤسسة كويليام
- شامبليون الإسلام: رجل وقصة مسجد جريدة الاندبندنت، 2 أغسطس 2007 نسخة محفوظة 23 سبتمبر 2007 على موقع واي باك مشين.